# Carlo Colombaioni
Carlo Colombaioni, más conocido como Figlio d'Arte (Ancona, 30 de noviembre de 1933-Saint Chef, 15 de mayo de 2008) fue un payaso, mimo, acróbata y artista multidisciplinar italiano. Considerado como uno de los mejores artistas de su época, fue reconocido en 2002, como el "mejor payaso del mundo".

## Trayectoria
De familia circense italiana que data del siglo XVII, nació en una caravana cerca de Ancona y fue el quinto de ocho hermanos. A los 15 años dejó el circo para empezar en el teatro. Regresó al circo, pero se le consideraba 'demasiado moderno' para ser payaso, porque actuaba sin los trajes tradicionales, sin nariz y sin maquillaje. Finalmente, volvió al teatro, donde trabajó hasta su muerte.
Inspirado en la comedia tradicional italiana y en la comedia del arte, se caracterizó por el uso artístico de la improvisación. Colaboró con artistas como Federico Fellini en las películas La strada, I clowns y Los inútiles, y también con Jerzy Grotowski, Dario Fo, Ana Magnani, Totò, Jango Edwards o Leo Bassi, entre otros.
Durante más de 30 años actuó con su cuñado Alberto Vitali, bajo el nombre de I Colombaioni. Tras el fallecimiento de Vitali, creó el espectáculo en solitario, Carlo presenta Carlo, donde mostraba una comparativa sobre la evolución del arte payaso a través de gags y sketches sobre temas como la guerra, la iglesia, Pinocho o malabares.
Entre 2001 y 2002, participó e impartió cursos en la III y VI ediciones del Festival Internacional de Clown de Madrid. y en varias ediciones de Festiclown. Su última actuación en España tuvo lugar en el Festival Internacional Clownbaret de 2007, celebrado en Tenerife.
Estuvo casado con Catherine, con quien tuvo un hijo, Milo. Además, tenía otra hija de un matrimonio anterior, llamada: Naomi Colomabioni. Murió a los 75 años a causa de un infarto.

## Obra

### Filmografía
- 1975 - Ladrón, marido y amante.[10]
- 1998 - Le nain rouge.[11]
- 2005 - Carlo and Jango.[12]

## Reconocimientos
Tras su muerte, en 2008, se le dedicaron diferentes homenajes: se le guardó 'un minuto de risa' a su memoria, durante la programación de la Feria de Circo Trapezi, y el Festival Internacional de Clown de Madrid se dedicó a su trayectoria. Además, a solicitud de Colombaioni a su amigo, el cómico estadounidense Jango Edwards, se le organizó en julio de ese año, en Vigo, el evento Mundoclown, Memorial Carlo Colombaioni.
En 2009, se estrenó el documental Zapatos nuevos: Payasos de hoy en Europa, dirigido por Brian Rodríguez Wood y producido por Javier Salinas, donde aparece Colombaioni junto a otras figuras del mundo del clown como: Johnny Melville, Gardi Hutter, Leo Bassi, Philippe Gaulier, Jango Edwards, Pepa Plana, Virginia Imaz, Joan Montanyès i Martínez, Slava Polunin o Buffo; que tuvo 4 nominaciones a los Premios Goya 2010. Este mismo año, se le dedicó la gala del colectivo artístico Manicómicos realizada en La Coruña.